# Tomasz Pietruszko
Tomasz Pietruszko (ur. 25 stycznia 1996) – polski piłkarz ręczny, obrotowy, od 2015 zawodnik Zagłębia Lubin.
Wychowanek Zagłębia Lubin. W 2013 wywalczył z nim brązowy medal mistrzostw Polski juniorów młodszych, a także został wybrany najlepszym obrotowym turnieju finałowego MPJM w Kwidzynie. W latach 2013–2015 był uczniem i zawodnikiem SMS-u Gdańsk, w którego barwach występował w I lidze.
W 2015 powrócił do Zagłębia Lubin. W Superlidze zadebiutował 9 września 2015 w przegranym meczu z Vive Kielce (22:37), w którym rzucił jedną bramkę. Sezon 2015/2016 zakończył z 15 występami i 12 golami w lidze na koncie. W sezonie 2016/2017 rozegrał 24 mecze i rzucił 19 bramek. W sezonie 2017/2018 wystąpił w 31 spotkaniach i zdobył 54 gole. W sezonie 2018/2019 zanotował 24 występy, w których rzucił 20 bramek.
W 2014 uczestniczył w mistrzostwach Europy U-18 w Polsce, w których rozegrał siedem meczów i zdobył jednego gola, a także otrzymał siedem dwuminutowych kar i dwie czerwone kartki. W 2016 wziął udział w mistrzostwach Europy U-20 w Danii, podczas których wystąpił w siedmiu spotkaniach i rzucił sześć bramek. Od 2016 powoływany również do reprezentacji Polski B.

## Statystyki
| SMS Gdańsk                      | 2013/2014 | I liga    | 6  | 4   | 0,7 |
| SMS Gdańsk                      | 2014/2015 | I liga    | 22 | 19  | 0,9 |
| SMS Gdańsk                      | Razem     | Razem     | 28 | 23  | 0,8 |
| Zagłębie Lubin                  | 2015/2016 | Superliga | 15 | 12  | 0,8 |
| Zagłębie Lubin                  | 2016/2017 | Superliga | 24 | 19  | 0,8 |
| Zagłębie Lubin                  | 2017/2018 | Superliga | 31 | 54  | 1,7 |
| Zagłębie Lubin                  | 2018/2019 | Superliga | 24 | 20  | 0,8 |
| Zagłębie Lubin                  | Razem     | Razem     | 94 | 105 | 1,4 |
| Stan na koniec sezonu 2018/2019 |           |           |    |     |     |